# Internationale luchthaven van Tuzla
De internationale luchthaven van Tuzla (Bosnisch: Međunarodni aerodrom Tuzla/Међународни аеродром Тузла) is een Bosnische luchthaven gelegen in Dubrave Gornje, 15 km ten zuiden van Tuzla, de op twee na grootste stad van Bosnië en Herzegovina. De luchthaven heeft een gemengd civiel en militair gebruik en is een voormalige vliegbasis van het Joegoslavisch Volksleger.
De luchthaven is sinds juni 2015 een hub voor de Hongaarse budgetluchtvaartmaatschappij Wizz Air die van hier uit een negental Europese bestemmingen bedient met twee vliegtuigen. De Turkse chartermaatschappij Freebird Airlines heeft een seizoensgebonden vluchtaanbod naar Antalya vanuit Tuzla. De luchthaven is sinds de opening van lijndiensten in 2013 gegroeid tot de tweede luchthaven van Bosnië na Luchthaven Sarajevo.
In 2016 waren er 2.649 vliegtuigbewegingen waarmee 311.398 passagiers en 6.066 ton vracht werden vervoerd.